# Estoril Open 2006 - Qualificazioni singolare maschile
Le qualificazioni del singolare maschile dell'Estoril Open 2006 sono state un torneo di tennis preliminare per accedere alla fase finale della manifestazione. I vincitori dell'ultimo turno sono entrati di diritto nel tabellone principale. In caso di ritiro di uno o più giocatori aventi diritto a questi sono subentrati i lucky loser, ossia i giocatori che hanno perso nell'ultimo turno ma che avevano una classifica più alta rispetto agli altri partecipanti che avevano comunque perso nel turno finale.
Le qualificazioni del torneo Estoril Open 2006 prevedevano 32 partecipanti di cui 4 sono entrati nel tabellone principale.

## Teste di serie
1. Fabio Fognini (Qualificato)
2. Michał Przysiężny (Qualificato)
3. Leonardo Azzaro (Qualificato)
4. Gustavo Marcaccio (Qualificato)

1. Artem Sitak (primo turno)
2. Jérémy Chardy (ultimo turno)
3. David Luque-Velasco (ultimo turno)
4. Didac Perez-Minarro (ultimo turno)

## Qualificati
1. Fabio Fognini
2. Michał Przysiężny

1. Leonardo Azzaro
2. Gustavo Marcaccio

## Tabellone

### Legenda
| - Q = Qualificato - WC = Wild card - LL = Lucky loser | - ALT = Alternate - SE = Special Exempt - PR = Protected Ranking | - w/o = Walkover - r = Ritirato - d = Squalificato |

### Sezione 1
|  | Primo turno           | Primo turno           | Primo turno   | Primo turno   | Primo turno |  |  | Secondo turno | Secondo turno | Secondo turno | Secondo turno | Secondo turno |    |   | Ultimo turno | Ultimo turno  | Ultimo turno  | Ultimo turno | Ultimo turno |  |
|  |                       |                       |               |               |             |  |  |               |               |               |               |               |    |   |              |               |               |              |              |  |
|  | 1                     | Fabio Fognini         | Fabio Fognini | 6             | 6           |  |  |               |               |               |               |               |    |   |              |               |               |              |              |  |
|  |                       | Joao Silverio         | Joao Silverio | 0             | 0           |  |  | 1             | Fabio Fognini | Fabio Fognini | 6             | 6             |    |   |              |               |               |              |              |  |
|  | Pedro Sousa           | Pedro Sousa           | 3             | 7             | 6           |  |  |               | Pedro Sousa   | Pedro Sousa   | 1             | 3             |    |   |              |               |               |              |              |  |
|  | Jorge Jimenez-Letrado | Jorge Jimenez-Letrado | 6             | 62            | 1           |  |  |               |               |               |               |               |    |   | 1            | Fabio Fognini | Fabio Fognini | 7            | 6            |  |
|  | Jordan Kerr           | Jordan Kerr           | Jordan Kerr   | Jordan Kerr   | 5           |  |  |               |               | 6             | Jérémy Chardy | Jérémy Chardy | 62 | 2 |              |               |               |              |              |  |
|  | Martín García         | Martín García         | Martín García | Martín García | 4r          |  |  |               | Jordan Kerr   | Jordan Kerr   | 63            | 2             |    |   |              |               |               |              |              |  |
|  | 6                     | Jérémy Chardy         | Jérémy Chardy | 6             | 6           |  |  | 6             | Jérémy Chardy | Jérémy Chardy | 7             | 6             |    |   |              |               |               |              |              |  |
|  |                       | Goncalo Nicau         | Goncalo Nicau | 4             | 3           |  |  |               |               |               |               |               |    |   |              |               |               |              |              |  |

### Sezione 2
|  | Primo turno       | Primo turno         | Primo turno         | Primo turno | Primo turno |  |  | Secondo turno | Secondo turno       | Secondo turno       | Secondo turno       | Secondo turno       |   |   | Ultimo turno | Ultimo turno      | Ultimo turno      | Ultimo turno | Ultimo turno |  |
|  |                   |                     |                     |             |             |  |  |               |                     |                     |                     |                     |   |   |              |                   |                   |              |              |  |
|  | 2                 | Michał Przysiężny   | Michał Przysiężny   | 6           | 6           |  |  |               |                     |                     |                     |                     |   |   |              |                   |                   |              |              |  |
|  |                   | Helder Araujo       | Helder Araujo       | 1           | 1           |  |  | 2             | Michał Przysiężny   | Michał Przysiężny   | 7                   | 6                   |   |   |              |                   |                   |              |              |  |
|  | Tiago Godinho     | Tiago Godinho       | Tiago Godinho       | 6           | 6           |  |  |               | Tiago Godinho       | Tiago Godinho       | 62                  | 1                   |   |   |              |                   |                   |              |              |  |
|  | Diogo Mota        | Diogo Mota          | Diogo Mota          | 2           | 4           |  |  |               |                     |                     |                     |                     |   |   | 2            | Michał Przysiężny | Michał Przysiężny | 6            | 6            |  |
|  | Leonardo Tavares  | Leonardo Tavares    | Leonardo Tavares    | 7           | 6           |  |  |               |                     | 7                   | David Luque-Velasco | David Luque-Velasco | 2 | 0 |              |                   |                   |              |              |  |
|  | Jaroslav Levinský | Jaroslav Levinský   | Jaroslav Levinský   | 6           | 3           |  |  |               | Leonardo Tavares    | Leonardo Tavares    | 3                   | 64                  |   |   |              |                   |                   |              |              |  |
|  | 7                 | David Luque-Velasco | David Luque-Velasco | 6           | 6           |  |  | 7             | David Luque-Velasco | David Luque-Velasco | 6                   | 7                   |   |   |              |                   |                   |              |              |  |
|  |                   | Hugo Anao           | Hugo Anao           | 0           | 4           |  |  |               |                     |                     |                     |                     |   |   |              |                   |                   |              |              |  |

### Sezione 3
|  | Primo turno        | Primo turno              | Primo turno              | Primo turno | Primo turno |  |  | Secondo turno      | Secondo turno      | Secondo turno      | Secondo turno | Secondo turno |   |   | Ultimo turno | Ultimo turno    | Ultimo turno    | Ultimo turno | Ultimo turno |  |
|  |                    |                          |                          |             |             |  |  |                    |                    |                    |               |               |   |   |              |                 |                 |              |              |  |
|  | 3                  | Leonardo Azzaro          | Leonardo Azzaro          | 6           | 6           |  |  |                    |                    |                    |               |               |   |   |              |                 |                 |              |              |  |
|  |                    | Goncalo-Henrique Pereira | Goncalo-Henrique Pereira | 0           | 0           |  |  | 3                  | Leonardo Azzaro    | Leonardo Azzaro    | 6             | 6             |   |   |              |                 |                 |              |              |  |
|  | João Ferreira      | João Ferreira            | João Ferreira            | 6           | 6           |  |  |                    | João Ferreira      | João Ferreira      | 3             | 2             |   |   |              |                 |                 |              |              |  |
|  | Vasco Pascoal      | Vasco Pascoal            | Vasco Pascoal            | 4           | 1           |  |  |                    |                    |                    |               |               |   |   | 3            | Leonardo Azzaro | Leonardo Azzaro | 6            | 6            |  |
|  | Jose-Ricardo Nunes | Jose-Ricardo Nunes       | 6                        | 4           | 6           |  |  |                    |                    |                    | Gastão Elias  | Gastão Elias  | 2 | 2 |              |                 |                 |              |              |  |
|  | Rodrigo Brito      | Rodrigo Brito            | 2                        | 6           | 2           |  |  | Jose-Ricardo Nunes | Jose-Ricardo Nunes | Jose-Ricardo Nunes | 1             | 0             |   |   |              |                 |                 |              |              |  |
|  |                    | Gastão Elias             | 65                       | 6           | 6           |  |  | Gastão Elias       | Gastão Elias       | Gastão Elias       | 6             | 6             |   |   |              |                 |                 |              |              |  |
|  | 5                  | Artem Sitak              | 7                        | 0           | 3           |  |  |                    |                    |                    |               |               |   |   |              |                 |                 |              |              |  |

### Sezione 4
|  | Primo turno        | Primo turno         | Primo turno         | Primo turno | Primo turno |  |  | Secondo turno | Secondo turno       | Secondo turno       | Secondo turno       | Secondo turno |   |   | Ultimo turno | Ultimo turno      | Ultimo turno | Ultimo turno | Ultimo turno |  |
|  |                    |                     |                     |             |             |  |  |               |                     |                     |                     |               |   |   |              |                   |              |              |              |  |
|  | 4                  | Gustavo Marcaccio   | Gustavo Marcaccio   | 6           | 6           |  |  |               |                     |                     |                     |               |   |   |              |                   |              |              |              |  |
|  |                    | Vasco Antunes       | Vasco Antunes       | 0           | 1           |  |  | 4             | Gustavo Marcaccio   | Gustavo Marcaccio   | 6                   | 6             |   |   |              |                   |              |              |              |  |
|  | Ashley Fisher      | Ashley Fisher       | Ashley Fisher       | 6           | 6           |  |  |               | Ashley Fisher       | Ashley Fisher       | 3                   | 3             |   |   |              |                   |              |              |              |  |
|  | Francisco Lourenco | Francisco Lourenco  | Francisco Lourenco  | 4           | 2           |  |  |               |                     |                     |                     |               |   |   | 4            | Gustavo Marcaccio | 6            | 611          | 6            |  |
|  | Martin Trueva      | Martin Trueva       | Martin Trueva       | 6           | 6           |  |  |               |                     | 8                   | Didac Perez-Minarro | 2             | 7 | 1 |              |                   |              |              |              |  |
|  | Hugo Spratley      | Hugo Spratley       | Hugo Spratley       | 1           | 3           |  |  |               | Martin Trueva       | Martin Trueva       | 1                   | 4             |   |   |              |                   |              |              |              |  |
|  | 8                  | Didac Perez-Minarro | Didac Perez-Minarro | 6           | 6           |  |  | 8             | Didac Perez-Minarro | Didac Perez-Minarro | 6                   | 6             |   |   |              |                   |              |              |              |  |
|  |                    | Goncalo Pereira     | Goncalo Pereira     | 0           | 4           |  |  |               |                     |                     |                     |               |   |   |              |                   |              |              |              |  |